# Plamiec nabuczak
Plamiec nabuczak (Lomaspilis marginata, synonim Abraxas marginata Alphéraky, 1897) – gatunek  motyla z rodziny miernikowcowatych (Geometridae).
WyglądRozpiętość skrzydeł 20-25 mm. Skrzydła białe, na górnej stronie posiadające brązwoczarną, miejscami poprzerywaną, pofałdowaną obwódkę. Obwódki tej brak na przednim brzegu skrzydeł tylnych i na tylnym brzegu skrzydeł przednich.
WystępowaniePostać dorosła pojawia się od kwietnia do lipca. Zasadniczo jest to motyl nocny, ale czasami można go spotkać również w dzień. Występuje w lasach, na polach i w ogrodach, jest pospolity.
Tryb życiaW ciągu roku samica dwukrotnie składa jaja, jednak w Polsce drugie pokolenie zazwyczaj nie zdąży przed zimą przejść pełnego przeobrażenia. Gąsienice mają niebieskozielony kolor, żółtawozielone pierścienie na wcięciach segmentów, oraz 4 linie na grzbiecie. Żerują na liściach leszczyny, topoli i wierzby, głównie nocą, za dnia kryjąc się pod liśćmi. Poczwarka zimuje, przy czym czasami zdarza się, że może przejść przeobrażenie dopiero po dwóch latach. Przepoczwarczenie następuje na ziemi.

## Galeria

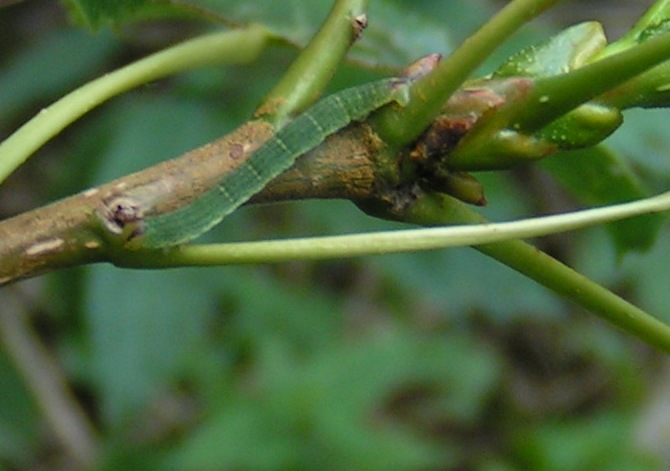
Gąsienica
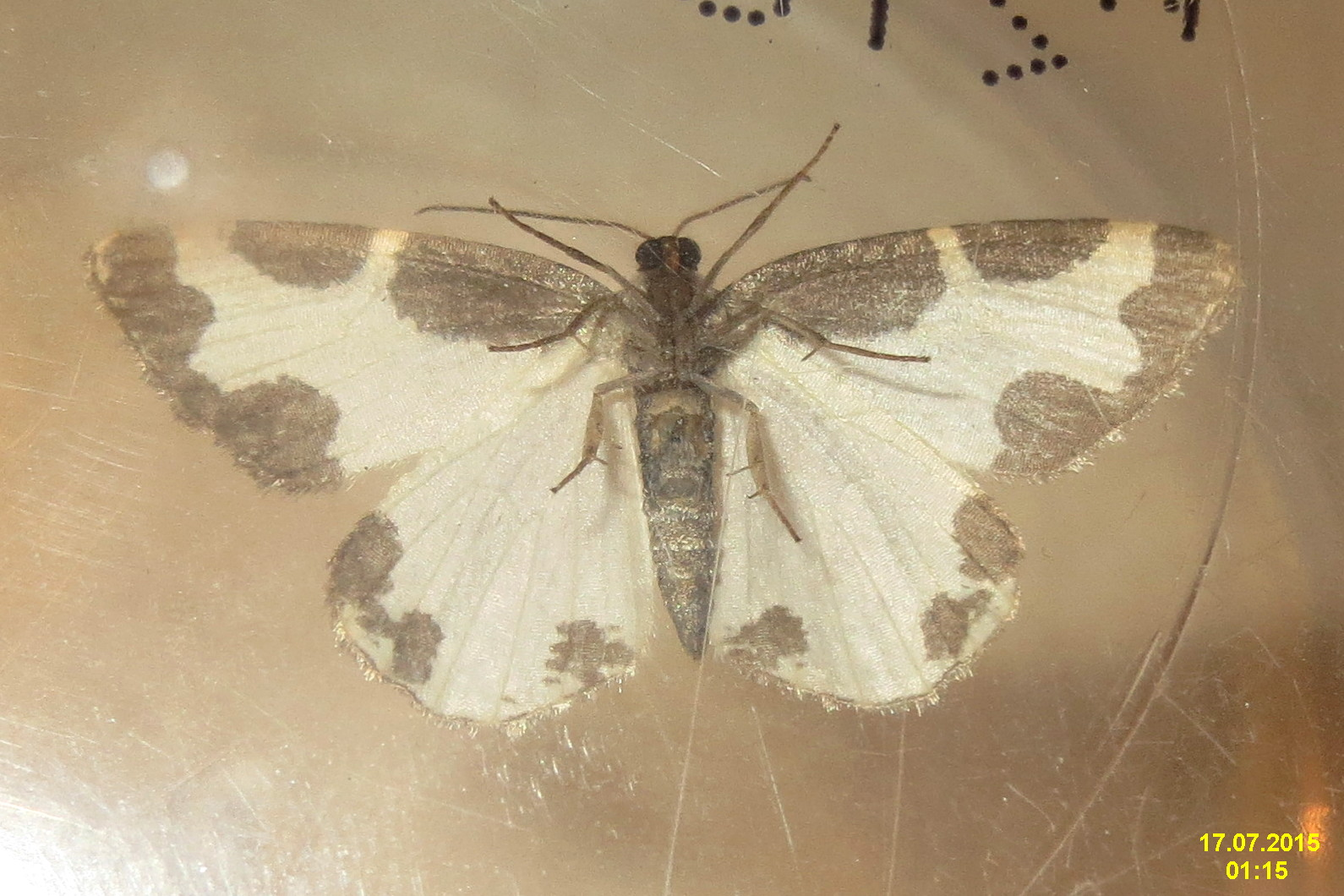
Imago, strona brzuszna
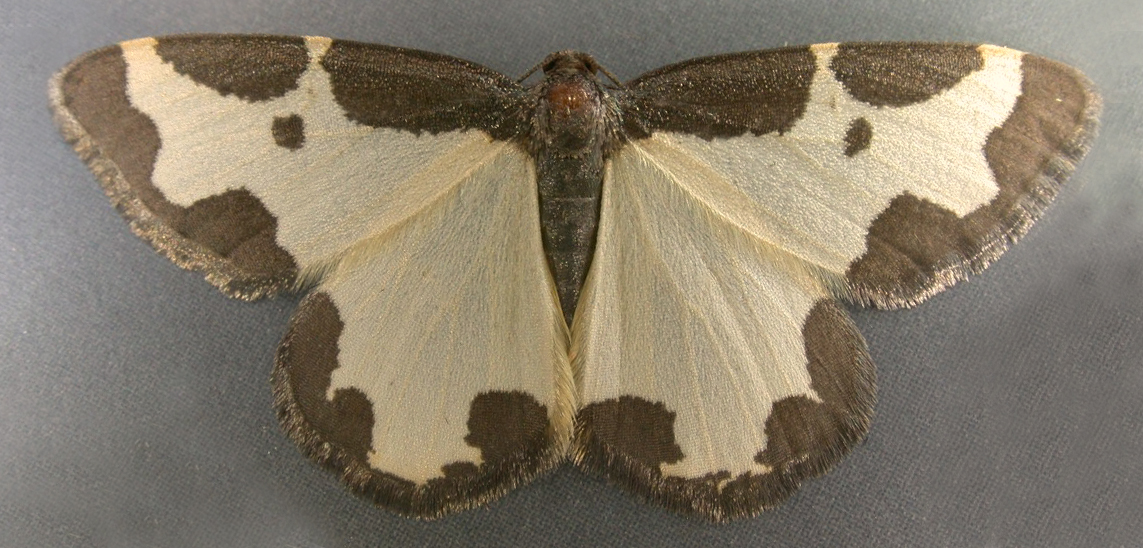
Imago ze szczątkową przepaską środkową
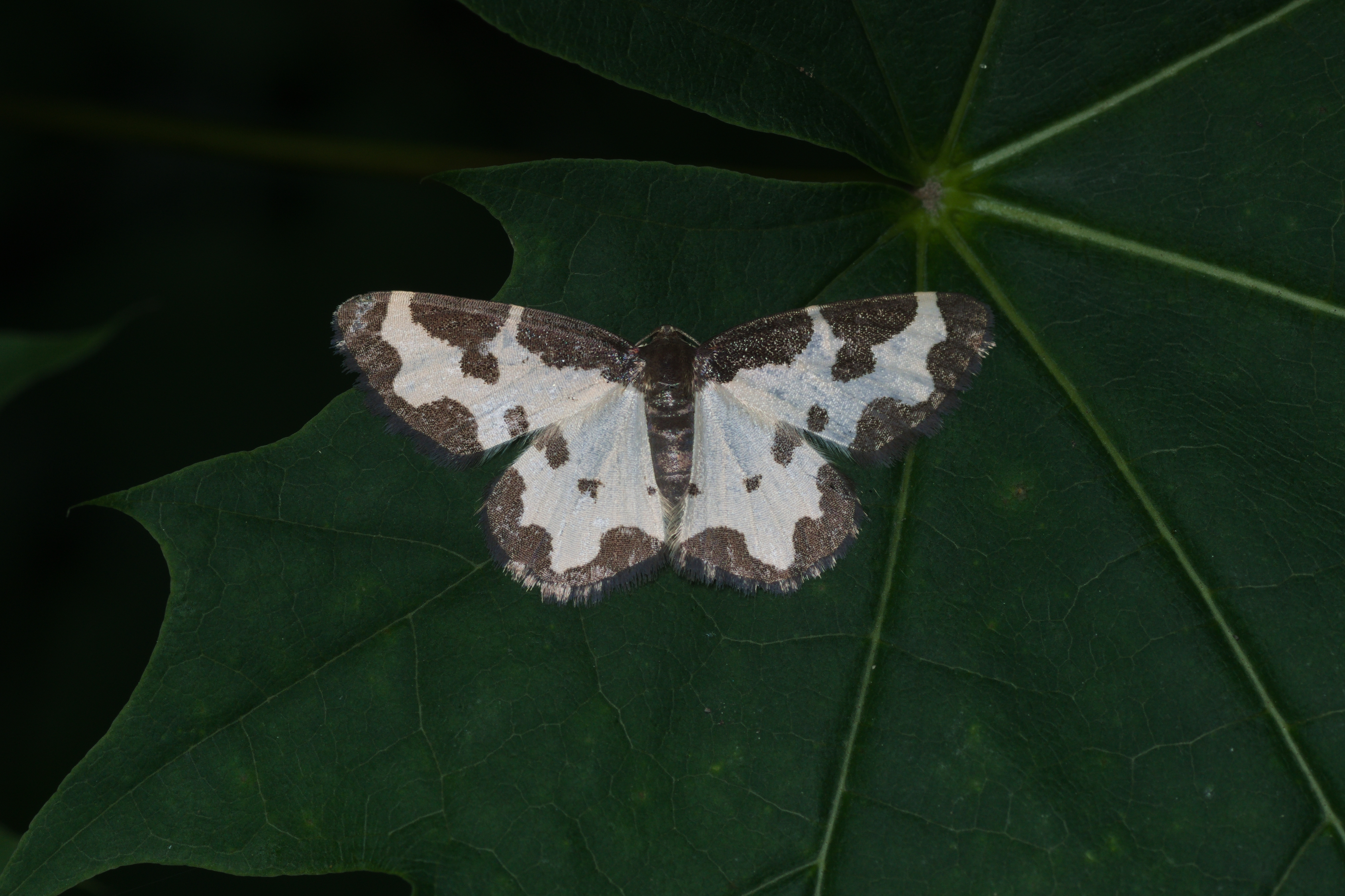
Imago z niekompletną przepaską środkową
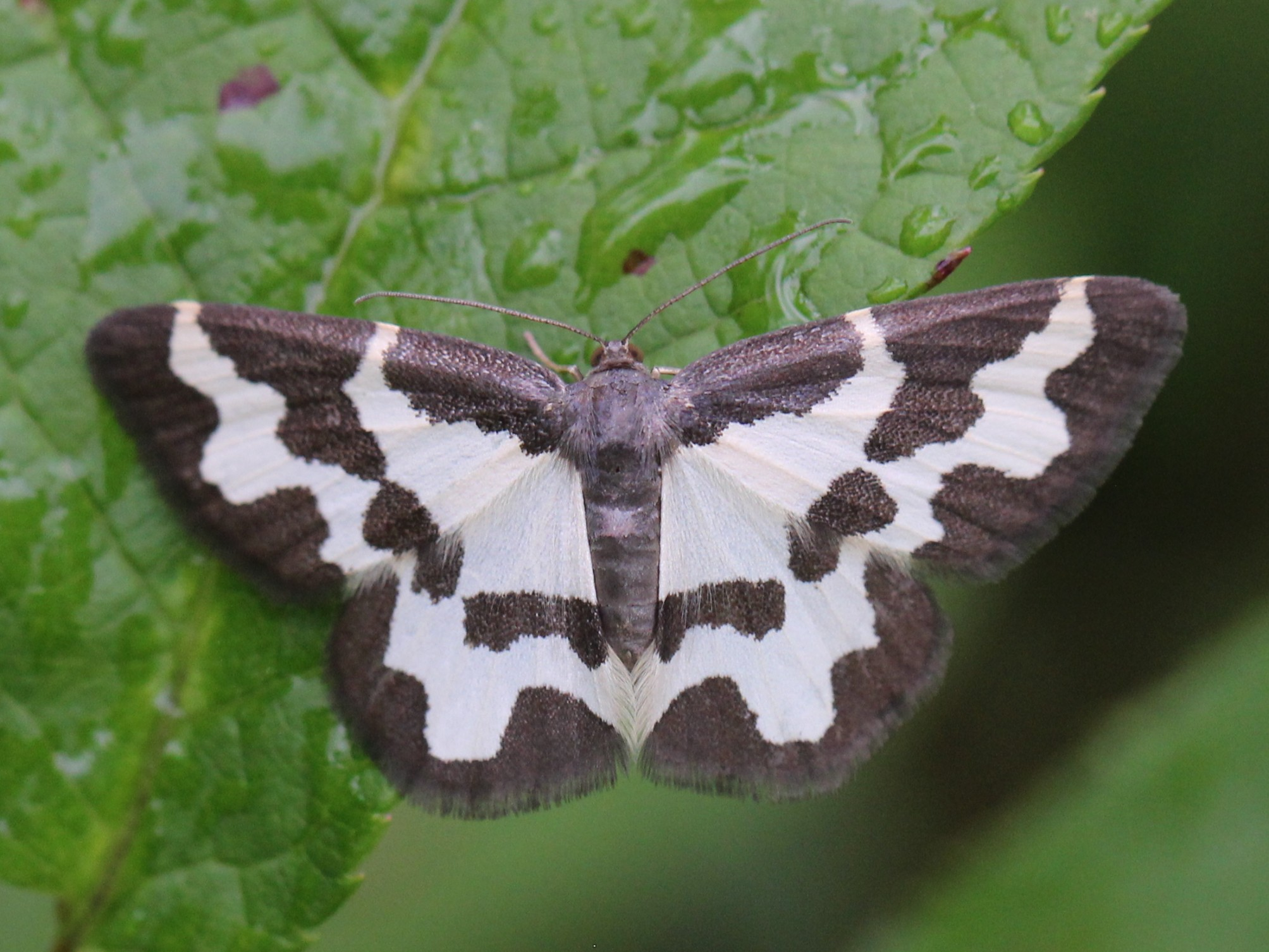
Imago z niemal kompletną przepaską środkową
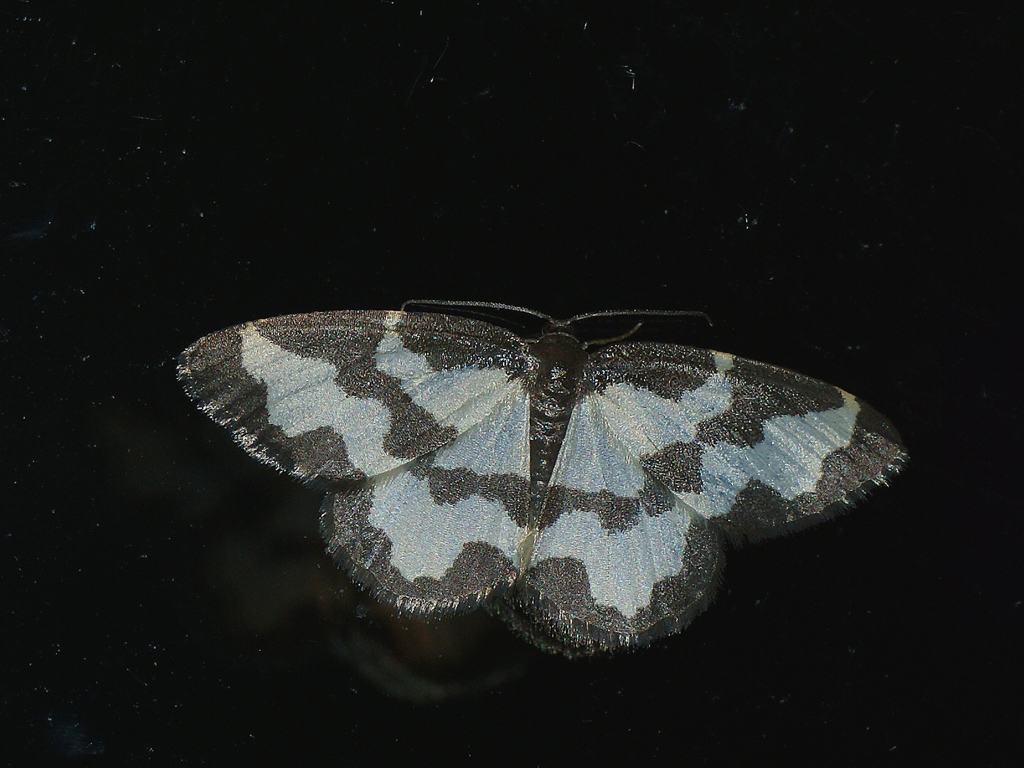
Imago z kompletną przepaską środkową